# آباشوو (چوواشستان)
آباشوو (به لاتین: Abashevo) یک منطقهٔ مسکونی در روسیه است که در چوواشستان واقع شده‌است.